# ダンスアライブ
ダンスアライブ（DANCEALIVE）は、日本発祥の1on1対戦式のストリートダンスバトルイベントである。株式会社アノマリー主催。

## 概要
ダンスアライブとは、2005年に「DANCE@LIVE（ダンスアライブ）」として日本で誕生した1on1形式のストリートダンスバトル。2017シーズンより「DANCE ALIVE HERO'S」、2023シーズンより「DANCEALIVE」と名称を変更している。
ダンサーがランダムにDJのかける音楽に合わせ対面で即興で踊り合う。より多くのJUDGEの票を獲得した方が勝利する。
2025年現在のカテゴリーは6つ。「HOUSE」・「HIPHOP」・「BREAKING」・「ALL STYLES」の計4カテゴリーが一般部門で、「4STYLES」と称される。加えて中学生以下の部門である「KIDS」、大学・専門学校生チーム対抗バトルの「RIZE」がある。
予選は全国で開催され、年間を通じて決勝大会への進出をかけて争う。
両国国技館で開催される決勝戦「DANCEALIVE FINAL」は日本最大級のダンスフェスとも言われている。毎年12,000人以上の動員を誇り、ダンスバトルのほか、ダンススタジオや高校ダンス部、ダンス専門学校、大学生・社会人ダンスサークルによるショーケース、高校ダンス部の頂点を決めるダンスコンテストなどがすべてのエリアで同時開催され、年に一度のストリートダンスのビッグフェスとなっている。

## 歴史

### 第1期(2005-2006)
2005年3月21日に「HOUSE」・「HIPHOP」の2カテゴリーによる第1回目が開催される。当初は株式会社アノマリーのイベント事業の一環として行われ、1回のみの開催で終了する予定だったという。その後、2005年8月よりシーズン化され、年間各カテゴリー6回、計12回の予選にポイントランキング制が導入され、上位8名で決勝戦が行われる概念が生まれた。
2006年5月14日に新木場Studio Coastにて決勝戦となる「DANCE@LIVE FINAL 2006」が開催された。

### 第2期(2006-2007)
従来の2カテゴリーに加え、「FREESTYLE」・「LOCK」の2カテゴリーを創設。後に「LOCK」は「FREESTYLE」に編入する形となり、「BREAK」が新たに追加となった。
2カテゴリーが増えたことにより、決勝戦となる「DANCE@LIVE FINAL 2007」は新木場Studio Coastにて5月6日と6月3日の2日に分けられて開催された。準々決勝が5月、準決勝と決勝が6月に開催された。

### 第3期(2007-2008)
第3期より、新たに中学生以下の「KIDS」、大学生を対象とした3on3である「RIZE」が創設された。これにより、年齢層を軸として縦へ拡がりを見せる形となった。
2008年4月20日の決勝戦「DANCE@LIVE FINAL 2008 -天下分け目の頂上決戦-」は初の両国国技館での開催となりダンスシーンに新たな歴史をつくり衝撃を与えた。ダンスバトルトーナメントを軸としながら、ダンスチームショーケース、また加藤ミリヤ、nobodyknows+などのアーティストライブも行われ、複数のステージが同時に開催されるストリートダンスのフェスとなるイベントとなった。動員数は5,000人以上と推定される。

### 第4期(2008-2009)
第4期より地方でのダンスイベントとダンスアライブポイントの連動を開始することとなり、福岡、北海道でも予選が行われた。「KIDS」と「RIZE」は大阪での関西大会が行われ、全国規模の大会となり始めた。
2009年4月12日に両国国技館で開催された決勝戦「DANCE@LIVE FINAL 2009 -ダンス戦国時代 群雄割拠-」の動員数は約7,500人と発表されている。ライブアーティストは清水翔太、加藤ミリヤ。

### 第5期(2009-2010)
第5期より予選回数を増加。また、テレビ番組・フリーペーパー・インターネットとの連動が拡がり、特にテレビ番組では、テレビ東京系列の番組「DANCE@TV」にてイベントの模様が放送され、ストリートダンスのようなサブカルチャーのなかでは唯一地上波で放送されるという体制をつくっていた。
2010年4月25日に両国国技館にて開催された決勝戦「DANCE@LIVE FINAL 2010 -英雄乱舞-」の動員数は約10,000人と言われている。ライブアーティストは、加藤ミリヤ、松下優也。

### 第6期(2010-2011)
2011年3月11日に発生した東日本大震災の影響を大きく受け、2011年4月17日に両国国技館で開催の決勝戦「DANCE@LIVE FINAL 2011 -竜闘虎舞-」は開催についても自粛すべきではないかという意見が内外に多数寄せられた。4月に入り主催者側から予定通り開催決定の発表がなされ、こうした状況での開催にあたり、計画停電の可能性に備え電源供給車の導入、地震が再度発生した場合の避難計画、ステージングの簡略化(重量のある装置を吊るさない)などが徹底された。動員人数は約9,000人と言われている。

### 第7期(2011-2012)
第7期は「DANCE@LIVE」海外シリーズとなる上海大会を開催し、アジア進出という転機を迎える。また、この年度よりシンガポール、韓国、中国、オーストラリアでも各国の大会が行われる事となった。その優勝者は決勝戦の前日に行われる前日予選のシード出場として招待される事となり、事実上は日本への招待という形式となった。
2012年4月22日に両国国技館にて開催された決勝戦「DANCE@LIVE FINAL SEASON7」の動員数は10,000人近くと言われている。 また、昨年以降続いている東日本大震災の影響による地震対策はこの年度も継続して行われており、ステージングの簡略化が継続してなされていた。「BREAK」ではTAISUKEが5連覇を果たした。

### 第8期(2012-2013)
2013年4月14日に両国国技館にて開催された決勝戦「DANCE@LIVE FINAL 2013 JAPAN FINAL」の動員数は過去最大の約12,000名とされ、同年6月に初開催となるワールドカップ出場をかけ、例年以上に白熱した混戦となった。
なお東日本大震災後より「Dance for Action!」というチャリティー活動も継続して行われていた。

### 第9期(2013-2014)
2013年6月1日にDANCE@LIVE初の試みとなった「DANCE@LIVE WORLD CUP 2013」をシンガポールのMarina Bay Sands Avalonにて開催。「HIPHOP」・「BREAK」・「FREESTYLE」の3カテゴリーで行われ11カ国が参加。
2014年4月20日に両国国技館にて開催された決勝戦「DANCE@LIVE FINAL 2014 JAPAN FINAL」の動員数は約12,000人と言われ、両国国技館上限の動員数をキープした。「HOUSE」ではHIROが4連覇を達成した。

### 第10期(2014-2015)
10周年を迎えた第10期では、2014年6月6日に2回目となるワールドカップ「DANCE@LIVE WORLD CUP 2014」を台湾で開催。「HOUSE」・「HIPHOP」・「BREAK」・「FREESTYLE」の4カテゴリーとなり、15カ国が参加した。
日本の予選では、4STYLESの予選が当時深夜に開催されていた地域が多く、高校生の決勝戦進出が困難とされていた。その問題を回避するため、9月と12月に高校生限定の4STYLES予選を実施。
また、株式会社アノマリー主催で新たに高校ダンス部ダンスコンテスト「HIGH SCHOOL DANCE COMPETITION」が始まり、コンテストの決勝戦をダンスアライブのFINAL内にて開催した。決勝戦の「DANCE@LIVE FINAL 2015 JAPAN FINAL」は2015年4月26日に両国国技館にて開催。「BREAK」ではTAISUKEが7回目の優勝を達成した。

### 第11期(2015-2016)
第11期の時点で、予選は全国7箇所で約85回開催しており年間3万人以上が参加していた。
決勝戦の「DANCE@LIVE FINAL 2016 JAPAN FINAL」は2016年4月24日に両国国技館にて開催。

### 第12期(2016-2017)
第12期では、従来の「FREESTYLE」を「ALL STYLES」に変更。
また、決勝戦より大会名を「DANCE@LIVE」から「DANCE ALIVE HERO’S」に変更し再始動することを発表した。新たな名称にもなっているHEROについては、”ダンスシーンからヒーローを生み出す”という主催者カリスマカンタローの想いが関わっているとされている。
決勝戦の「DANCE ALIVE HERO’S 2017」は2017年4月23日に両国国技館にて開催。

### 第13期(2017-2018)
第13期では、「4STYLES」のルールを大幅に改正。長年のルールだったポイントランキング制度を廃止。「4STYLES」の予選大会は年間4箇所4回の開催し、各予選の優勝者のみをファイナリストとした。また、招待バトラー制度を導入。各ジャンル3名ずつ実行委員会選出のダンサーがシードとしてファイナリストとなった。
また、「栄光の勝ち、 挑戦の価値」という新たなキャッチコピーと同時に、優勝者だけでなく全国の勇気ある挑戦者たちにも積極的にスポットを当てるという考えも発表した。
決勝戦の「DANCE ALIVE HERO’S FINAL 2018」は2018年4月22日に両国国技館にて開催。

### 第14期(2018-2019)
第14期からは大会を通じてマイナビが特別協賛となり、大会名が「マイナビDANCE ALIVE HERO'S」となった。また「RIZE」のルールが3on3から5on5となり、1分×3ムーヴから30秒×5ムーヴに変更された。
また、2018年8月3日に3回目となるワールドカップ「DANCE ALIVE WORLD CUP 2018」をさいたまスーパーアリーナにて開催。フリースタイル形式のみで行われ、優勝賞金は1000万円が授与された。
決勝戦の「マイナビDANCE ALIVE HERO’S 2019 FINAL」は2019年4月21日に両国国技館にて開催。動員数は7年連続で12,000人以上を記録している。「RIZE」では日本経済大学が、関東代表以外で初の優勝を達成した。
この年のFINALやWORLD CUPには、PKCZ®、GENERATIONS from EXILE TRIBE、E-girls、®AG POUND、SKY-HI、 Zeebraなど様々なメジャーアーティストがゲスト出演し、アンダーグラウンドとメジャーグラウンドのダンスシーンを繋ぐ大会年となった。

### 第15期(2019-2020)
新シーズン開幕とともDANCE＠WEBから独立したオフィシャルウェブサイトをオープン。 
第15期では、年間4箇所で開催される「4STYLES」の予選大会のJUDGEシステムを変更。過去SEMI FINALまで「HOUSE」・「HIPHOP」・「BREAK」・「ALL STYLES」の担当JUDGEが1名ずつで構成された4名のJUDGEだったが、第15期から各カテゴリーを担当するJUDGEのみで予選～決勝までの審査を担当することとなった。
2020年4月に開催予定だったFINALは、新型コロナウイルス感染症の影響により延期。翌シーズンと合同開催となり2daysで行われた。（「KIDS」と「RIZE」のみシーズンごとのCHAMPIONが誕生）

### 第16期(2020-2021)
第16期は、新型コロナウイルスの影響により全予選がオンラインにて行われ、各予選のベスト8トーナメントの模様はYouTubeチャンネル「DewsTV」にて配信された。「RIZE」の予選は、代表者のソロバトル形式で決勝戦進出を決定する特別ルールとなった（FINALはチーム戦）。
決勝戦「マイナビDANCE ALIVE HERO’S 2020&2021 FINAL」は、第15期FINALと併せ2021年4月17日・18日の2日間、両国国技館にて合同開催された。「4STYLES」は第15期のファイナリスト最大6名と第16期のファイナリスト4名とSEEDダンサー3名の変則トーナメント、「KIDS」と「RIZE」は1日目に第15期、2日目に第16期のファイナリストによるトーナメントを行った。「KIDS」ではJJが初となる2連覇を達成。

### 第17期(2021-2022)
第17期より、「BREAK」が「BREAKING」に改称され、FINALはJDSF（公益社団法人日本ダンススポーツ連盟）が主催する「全日本ブレイキン選手権」のパートナー大会となった。FINALでのジャッジシステムも「BREAKING」のみ専門の3名のジャッジが担当した。また「RIZE」のルールが「1チーム3~5名、バトル制限時間6分、1ターン最大30秒」とルールが変更された。
「4STYLES」の予選は東日本2回、西日本2回、オンライン1回の計5回開催された。
決勝戦「マイナビDANCE ALIVE HERO’S 2022 FINAL」は、2022年4月17日に両国国技館にて開催。「HIPHOP」ではoSaamが5回目の優勝、「BREAKING」ではSHIGEKIXが史上初の部門を跨いでの優勝（「KIDS」と「BREAKING」）、「ALL STYLES」ではYOSHIEが12年ぶり3回目の優勝、「KIDS」ではTSUKKIが2連覇を達成した。「RIZE」ではキャットミュージックカレッジ専門学校が専門学校初の優勝を達成した。

### 第18期(2022-2023)
第18期より、名称が「マイナビDANCEALIVE」に改称された。「BREAKING」の予選ルールが、従来の4スタイルでの「ピックアップ形式」から「得点制」に変更となった。「RIZE」サイドは第13期までの、1チーム3名、1分×3ムーヴのルールに戻された。
オンライン予選「CHARISMAX V」では海外からの参加者が増加し、「HIPHOP」ではスペインのRuthが優勝を決め、FINALへ進出した。SEEDダンサーは「4STYLES」共通して日本人1名、海外から1名の各2名が招待された。
決勝戦「マイナビDANCEALIVE 2023 FINAL」は、2023年4月16日に両国国技館にて開催。準決勝と決勝の様子がABEMAで生配信された。「4STYLES」の優勝はSEEDが占めた。
今大会をもって、主催者のカリスマカンタロー（神田勘太朗）が主催から勇退することを発表した。

### 第19期(2023-2024)
第19期より、大会プロデューサーにTATSUKIが就任し、「4STYLES」の予選が全国で7回実施されることとなった（地方予選「CHARISMAX」6回+前日予選）。「RIZE」では大学対抗の制限が撤廃され、同じエリアに所在する大学生、専門学生で構成された3名のチームであることが条件となった。「KIDS」にはWILDCARD制度が導入され、決勝前日に最終予選が開催される形式となった。
決勝戦「マイナビDANCEALIVE 2024 FINAL」は、2024年4月14日に両国国技館にて開催。MINAVI STAGEの様子がスポーツナビで生配信された。「RIZE」では前大会の立教大学「St.Paul’s Spirit」に所属していたRingo Winbeeが「Music Company」でも優勝を果たし、連覇を達成した。「KIDS」ではYou-kiが2連覇を達成した。

### 第20期(2024-2025)
第20期は20周年特別記念大会として開催されることが発表され、決勝大会では過去大会の優勝者5名と予選優勝者7名の計12名によるトーナメントとなることが発表された。また「RIZE」は今期をもって終了することとなり、特別ルールで行われることとなった。通常予選はエリアを問わない国内大学生・専門学生の3名チームが参加可能となり、前日予選では過去出場歴のあるOBやOGのチームが予選へ参加できるようになったほか、決勝大会へのゲストチームの参加が発表された。予選では「BREAKING」サイドのルールが第16期までの「ピックアップ形式」に戻された。「4STYLES」の前日予選には、中国で開催された「DANCEALIVE CHINA」の優勝者が予選2回戦からゲストバトラーとして参加した。
決勝戦「マイナビDANCEALIVE 2025 FINAL」は、2025年4月20日に両国国技館にて開催。MINAVI STAGEの様子がFODで生配信された。「HOUSE」ではHIROが5回目の優勝、「BREAKING」ではISSINが2連覇を達成した。

## 優勝者

### CHAMPION(JAPAN FINAL)
| 開催年 | HOUSE                                                     | HIPHOP                                                | BREAKING （2021までBREAK）                           | ALL STYLES （2016までFREESTYLE）                  | KIDS                                                                    | RIZE                                          |
| ------ | --------------------------------------------------------- | ----------------------------------------------------- | ---------------------------------------------------- | ------------------------------------------------- | ----------------------------------------------------------------------- | --------------------------------------------- |
| 2006   | KENJI (PINOCCHIO)                                         | akihic☆彡                                             | 未開催                                               | 未開催                                            | 未開催                                                                  | 未開催                                        |
| 2007   | HyROSSI (ALMA)                                            | SHINICHI (BUTTER)                                     | ToMo (TOP NATION B-BOYS)                             | マドカ (フォーマーアクション)                     | 未開催                                                                  | 未開催                                        |
| 2008   | HyROSSI (ALMA)                                            | RYOSUKE (RAMPAGE)                                     | TAISUKE (ZULU KINGZ)                                 | YOSHIE (Be Bop Crew)                              | ERY (STUDIO MYSTER)                                                     | 東海大学 (ユニバーサル東海)                   |
| 2009   | TATSUO (GLASS HOPPER)                                     | CanDoo (スタキャン)                                   | TAISUKE (ALL AREA)                                   | GUCCHON (Co-thkoo)                                | MAiKA (RUSH BALL)                                                       | 埼玉大学 (AFTER BEAT CLUB)                    |
| 2010   | SHUHO (House of Ninja)                                    | KENTO (S.T.O)                                         | TAISUKE (ALL AREA)                                   | YOSHIE (Be Bop Crew)                              | イブキ (狂犬’s)                                                         | 成蹊大学 (SUNROAD)                            |
| 2011   | HIRO (ALMA)                                               | CanDoo (スタキャン)                                   | TAISUKE (ALL AREA)                                   | GUCCHON (Co-thkoo)                                | YUMEKI (Bad Queen)                                                      | 慶応義塾大学 (ぺ・二番忍者)                   |
| 2012   | HIRO (ALMA)                                               | oSaam (sucreamgoodman)                                | TAISUKE (ALL AREA)                                   | WAPPER (BORN 2 FUNK)                              | SANTA (myumyusanta)                                                     | 東洋大学 (YANGA)                              |
| 2013   | HIRO (ALMA)                                               | oSaam (sucreamgoodman)                                | イビルジョー (BODY CARNIVAL)                         | Slim Boogie (MACHINE GONE FUNK)                   | YUMEKI (Bad Queen)                                                      | 法政大学 (Citrus)                             |
| 2014   | HIRO (ALMA)                                               | CanDoo (New School Order / J.S.B.underground)         | TAISUKE (Red Bull BC One ALL STARS / THE FLOORRIORZ) | WAPPER (New School Order / BORN 2 FUNK)           | 優弥 (FORCE ELEMENTS)                                                   | 駒沢大学 (minority)                           |
| 2015   | TAKESABURO (SODEEP / XXX-LARGE)                           | oSaam (sucreamgoodman)                                | TAISUKE (The Floorriorz / Red Bull BC One ALL STARS) | GUCCHON (Co-thkoo)                                | TAKUMI (FORCE ELEMENTS / BEAT SOLDIER)                                  | 駒澤大学 (Gargling)                           |
| 2016   | SHUHO (HOUSE OF NINJA / TOKYO FOOTWORKZ)                  | oSaam (sucreamgoodman)                                | ISSEI (九州男児新鮮組 / FOUND NATION)                | NELSON (LKS)                                      | Shigekix (K.A.K.B / Bboyworld Asia)                                     | 早稲田大学 (髙田のBAMBAABAA)                  |
| 2017   | Mamson (Wanted Posse / Serial Stepperz)                   | CanDoo (New School Order / J.S.B.underground)         | ISSEI (FOUND NATION / 九州男児新鮮組)                | 馬 (サカナウマゴン)                               | Mia (K’steelo / 泉州水なす隊)                                           | 埼玉大学 (アナクロニズムX)                    |
| 2018   | PInO (ALMA / PINOCCHIO)                                   | Yusei (KING OF SWAG / 零~ZERO~ / D-BLAST)             | Kaku (MOTAL COMBAT)                                  | Soul                                              | 優弥/YUYA (FORCE ELEMENTS)                                              | 東洋大学 (Style Syndicate)                    |
| 2019   | KAZANE (LUCIFER)                                          | KYOGO (D’OAM)                                         | ISSEI (FOUND NATION / 九州男児)                      | GUCCHON (Co-thkoo / FAB5BOOG ALL STARz)           | JJ                                                                      | 日本経済大学 (九州男児)                       |
| 2020   | RYOakaDJ226 (SYMBOL-ISM / Family Tree)                    | KYOKA (RUSHBALL)                                      | ISSEI (KOSÉ 8ROCKS / FOUND NATION / 九州男児)        | WAPPER (NewSchoolOrder / BORN 2 FUNK)             | JJ                                                                      | 拓殖大学 (ハムマヨ協同組合)                   |
| 2021   | RYOakaDJ226 (SYMBOL-ISM / Family Tree)                    | KYOKA (RUSHBALL)                                      | ISSEI (KOSÉ 8ROCKS / FOUND NATION / 九州男児)        | WAPPER (NewSchoolOrder / BORN 2 FUNK)             | TSUKKI (MB CREW)                                                        | 立教大学 (学びの精神)                         |
| 2022   | RYOakaDJ226 (SYMBOL-ISM)                                  | oSaam (sucreamgoodman)                                | SHIGEKIX (K.A.K.B. / Red Bull BC One All Stars)      | YOSHIE (BE BOP CREW / ebony)                      | TSUKKI (MB CREW / JUICE CREW / HEROES)                                  | キャットミュージックカレッジ専門学校 (Ω-Dice) |
| 2023   | Frankie J (InDaHouse UK / Sour Patch Crew / Deep Manners) | BATALLA CL (Cipher Dojo)                              | Kouske (Keshiki)                                     | Hozin (WORLD FAME US)                             | You-ki (Naked Mojo / Calmlava)                                          | 立教大学 (St.Paul’s Spirit)                   |
| 2024   | Kwame                                                     | Evion Mantis                                          | ISSIN (Body Carnival)                                | MAiKA (RUSHBALL / 浪速平成シスターズ / FULL BABE) | You-ki (Naked Mojo / Calmlava)                                          | Music Company                                 |
| 2025   | HIRO (ALMA / DANCE FUSION / Novel Nextus)                 | YASS (GRAY SOURCE / Ready to Rock / D.L.i.P. Records) | ISSIN (Body Carnival)                                | バファリン (IB6side)                              | FLAME (Konkrete Fam / Krow Fam / Oneshot Fam / MADROOTZ / Shibuya Crew) | $uck unfair                                   |

### CHAMPION(WORLD FINAL)
|              | HOUSE        | HIPHOP         | BREAK         | ALL STYLES (旧FREE STYLES) |
| ------------ | ------------ | -------------- | ------------- | -------------------------- |
| 第1回 (2013) | ×            | Carlos(Italy)  | Morris(U.S.A) | IBUKI(Japan)               |
| 第2回 (2014) | SHUHO(Japan) | MAJID(germany) | Ben(U.S.A)    | SALAH(France)              |
| 第3回 (2018) | ×            | ×              | ×             | SALAH(France)              |